# تشقة سرخ بهرام بيغي (باتاوة)
تشقة سرخ بهرام بيغي (بالفارسية: چقه سرخ بهرام بیگی) هي قرية تقع في إيران في قسم باتاوة الريفي. يقدر عدد سكانها بـ 19 نسمة بحسب إحصاء 2016.